# Elecciones municipales de Túnez de 2018
Las elecciones municipales de 2018 en Túnez se celebraron el 6 de mayo. Han sido las primeras elecciones municipales en las que la población tunecina vota en libertad y se considera el final de la transición política iniciada tras la caída de la dictadura de Zinedin el Abidín Ben Ali en enero de 2011 cuando huyó del país y se refugió en Arabia Saudí inició la revolución tunecina. En 2014 se aprobó la nueva Constitución, el 26 de octubre se convocaron elecciones legislativas y el 23 de noviembre las elecciones presidenciales. Las elecciones municipales estaban previstas inicialmente para septiembre de 2017 pero finalmente se retrasaron hasta el 6 de mayo de 2018. Estas elecciones marcan el primer paso tangible de la descentralización del país, consagrado en la nueva Constitución y una de las demandas de la revolución tunecina.  
La tasa de abstención fue de un 64,4 % con un censo de electores de 5,3 millones en un país de 11,4 millones de habitantes.
En cuanto al resultado, las listas independientes lograron el mayor número de puestos con 2367 electos, el 32,9 % de votos. El partido islamista Ennahda quedó en segundo lugar con el 28,6 % de votos y 2135 electos y el partido presidencial Nidaa Tounes obtuvo el 22,17 % de votos y 1595 electos. En muchas grandes ciudades entre ellas Túnez, Sfax, Bizerte, Gafsa, Gabès, o Kairouan,  ganó el partido Ennahda pero no les garantiza el control del gobierno de la ciudad que dependerá de pactos.

## Antecedentes

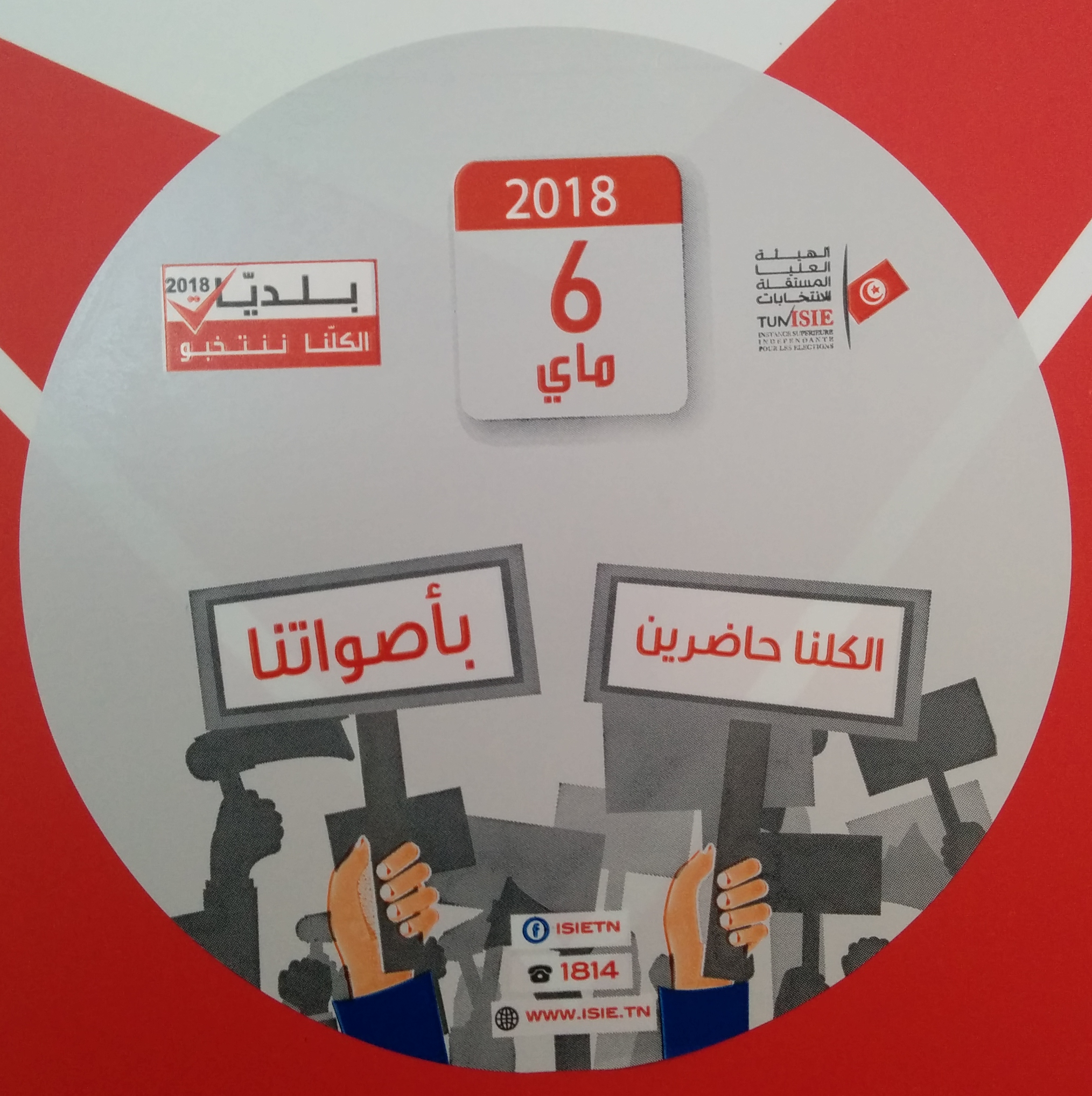
ISIE Elecciones municipales 2018

La huida de Ben Ali desencadenó también el inicio de las llamadas "Primaveras árabes" en Egipto, Siria, Yemen, Libia o Baréin. En marzo de 2011 el partido islamista Ennahda fue legalizado y sus principales líderes regresaron a Túnez. En octubre del mismo año se celebraron las elecciones a la Asamblea Constituyente, las primeras en libertad tras 23 años de dictadura en las que Ennahda logró 89 de los 217 escaños en disputa. En diciembre la Asamblea Constituyente eligió como presidente al antiguo líder opositor laico Moncef Marzuki, que encargó al número dos de Ennahda, Hamadi Jebali, la formación del primer gobierno de transición.

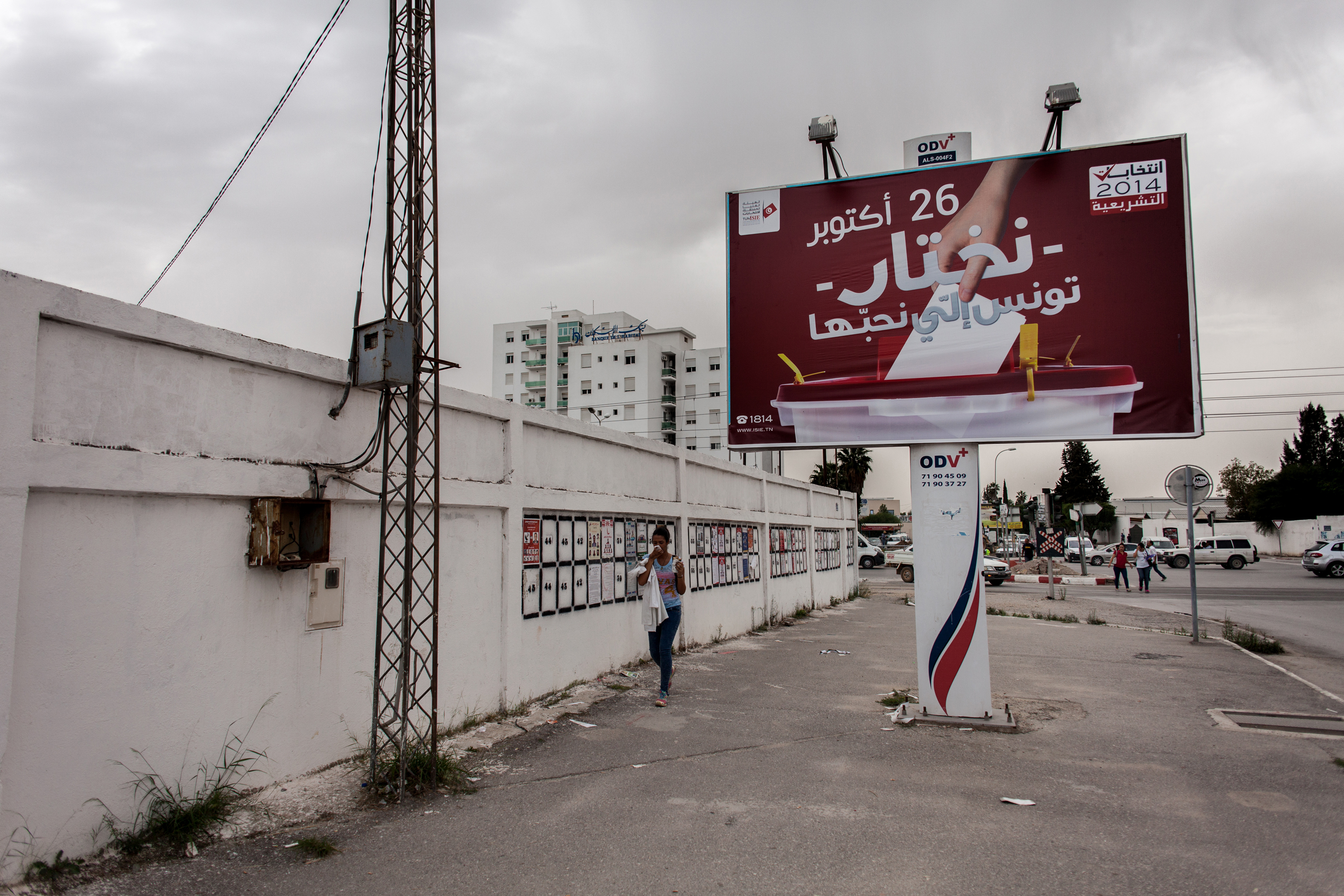
Cartel elecciones legislativas en Túnez 2014

En 2012 las protestas de la población regresaron a la calle especialmente de jóvenes, en su mayoría desempleados, descontentos de la evolución del país. 
2013 es un año especialmente marcado por el asesinato en plena calle de dos opositores de izquierda progresistas y laicos: en febrero Chokri Belaid y en julio Mohamed Brahmi. Se acusa a los grupos yihadistas.
En enero de 2014 se aprueba una nueva Constitución y en octubre se organizan elecciones lesgislativas. La plataforma laica Nidaa Tunis, formada por el expresidente del Parlamento en tiempos de la dictadura y político nacionalista Beji Caïd Essebsi se hace con la mayoría de la Cámara. Ennahda consigue el segundo puesto. Dos meses más tarde se celebran elecciones presidenciales en las que Essebsi se convierte en el nuevo presidente de Túnez.
En 2015 los principales partidos firman del llamado "Pacto de Cartago" y se crea un gobierno tecnócrata para revertir la crisis económica. Tres atentados –todos reivindicados por el Estado Islámico- marcan sin embargo este año en el que lejos de mejorar la situación, empeora:  en marzo en el Museo de El Bardo se asesina a 22 turistas. 

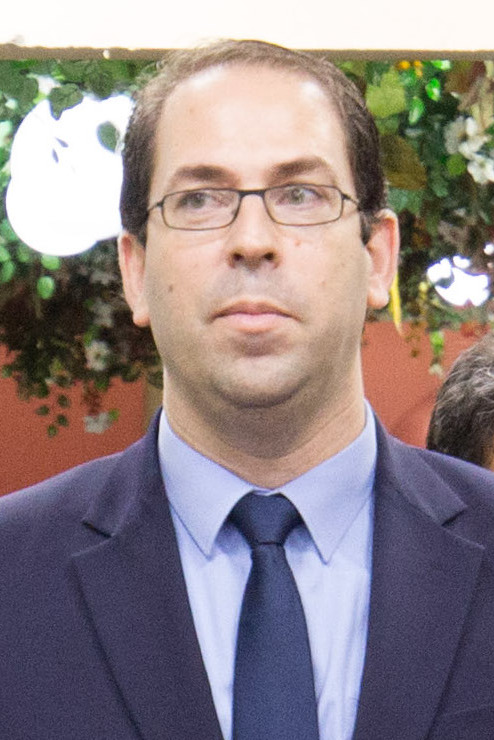
Youssef Chahed Jefe de gobierno de Túnez (2016)

En junio un hombre armado penetra en la playa privada de un hotel de lujo en Susa y mata a 38 turistas extranjeros y en noviembre doce guardias presidenciales mueren en un atentado suicida perpetrado contra el autobús en el que viajaban en el centro de Túnez.
En  2016 el Fondo Monetario Internacional y el Banco Mundial aceptan conceder a Túnez un préstamo de unos 2.500 millones de euros para salvar su economía a cambio de políticas de austeridad. El movimiento Ennahda celebra un gran congreso en Túnez en el que se refunda como partido y deja la actividad religiosa y doctrinal en manos de una Fundación. 
A mediados de año, Youssef Chahed, uno de los ministros más jóvenes del Gobierno, forma un nuevo Ejecutivo, llamado de unidad nacional, con miembros de su partido, Nidaa Tunis, Ennahda y un grupo de políticos independientes y más mujeres.
En septiembre de 2017 La Instancia Superior Independiente para las Elecciones (ISIE) aplaza de nuevo las elecciones, previstas para diciembre de ese año mientras continúan las protestas en las calles.
En abril de 2018 el Parlamento aprueba la nueva Ley de Colectividades, que anula el código que regía la actividad municipal y de las provincias desde 1975 y que pretende facilitar la descentralización del país.

## Datos
Según el ISIE, organismo responsable de la celebración de los comicios:
- Votantes: 5,3 millones de personas
- Hubo 11 185 centros de votación
- En estas elecciones concurrieron 2074 listas de las que 1055 pertenecen a partidos políticos, el resto son coaliciones electorales e independientes.
- Había 53 668 personas candidatas que aspiraban a concejalías en 350 municipios. Posteriormente, quienes resulten elegidos deberán votar antes de mediados de junio a quienes se situarán al frente de las alcaldías.
- Los partidos Ennahdha y Nidaa Tounes, son los únicos que presentaron listas en casi todos los municipios.
- El 49,3 % de los candidatos fueron mujeres que encabezaron el 30,33 % de las listas electorales, entre ellas Souad Abderrahim, diputada en 2011 de la asamblea constituyente, y empresaria de la industria farmacéutica que encabeza la lista de Ennahda a la alcaldía de la capital Túnez.
- El 52,10 % de los candidatos eran menores de 35 años mientras que el 23,83 % se situó entre los 36 y 45 años de edad.
- Los miembros de las Fuerzas de Seguridad votaron por primera vez en unas elecciones, poniendo así fin a décadas de impuesta "neutralidad".[10]
- Estas elecciones darán paso a nuevas elecciones legislativas y presidenciales en 2019.

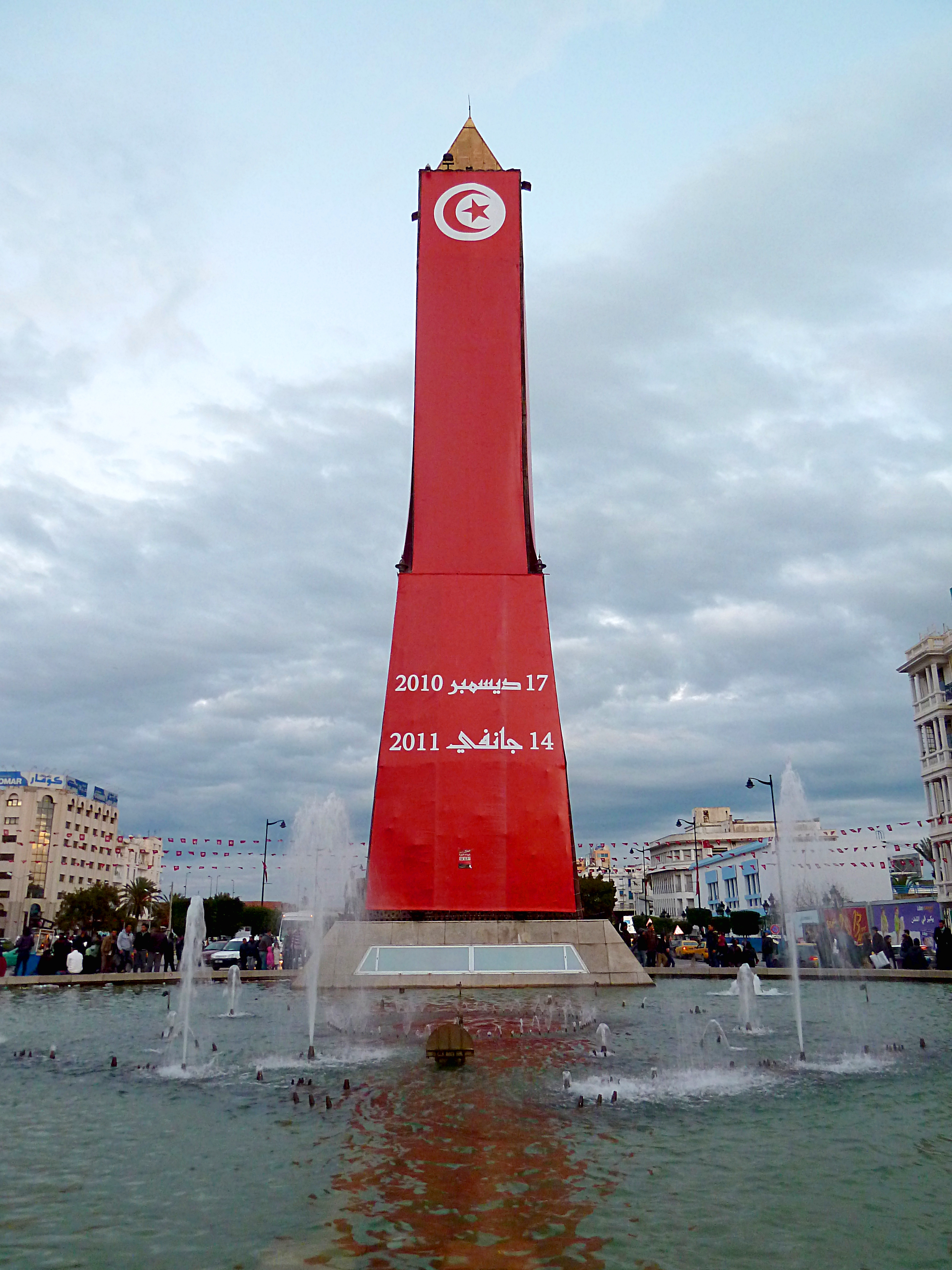

## Proceso de descentralización
Las elecciones municipales marcan el primer paso tangible de la descentralización del país, consagrado en la nueva Constitución de 2014 y una de las demandas de la revolución tunecina.  Bajo la dictadura, los municipios tenían poco poder de decisión y estaban sujetos a la voluntad de una administración central a menudo clientelista. Poco antes de celebrarse las elecciones municipales del 6 de mayo Túnez se dotó de un Código de Autoridades Locales, votado in extremis a finales de abril, convirtiéndose por primera vez en entidades administradas libremente y con un fuerte marco de autonomía.

## Observadores internacionales
- La comunidad internacional  consideró estas elecciones de especial importancia para el futuro del país por lo que a pesar de que habitualmente no se envía observadores internacionales a unas elecciones municipales, la Unión Europea envió observadores. El jefe de la Misión de Observación Electoral de la Unión Europea (MOE-UE) en Túnez es Fabio Massimo Castaldo, vicepresidente del Parlamento Europeo.[12]

- Desde varias semanas antes de celebrarse, 38 expertos europeos supervisaron la campaña en todas las regiones del país. Pocos días antes se sumó una delegación del Parlamento Europeo encabezada por el eurodiputado Santiago Fisas.[8]